# Сєдова Євгенія Олександрівна
Євгенія Олександрівна Сєдова (18 липня 1986, Курганська область, СРСР ) — російська біатлоністка, чемпіонка світу з біатлону серед юніорів.

## Кар'єра в Кубку світу
- Дебют в кубку світу — 17 березня 2011 року в спринті в Хольменколлені — 10 місце.
- Перше попадання до залікової зони — 17 березня 2011 року в спринті в Хольменколлені — 10 місце.

У  дебютному сезоні в кубках світу Євгенія провела лише 3 гонки на останньому етапі в Хольменколлені, показавши 12-й результат у спринті та мас-старті і 10-й в гонці переслідування.

## Виступи на чемпіонатах Європи
| Рік  | Міце проведення     | Інд | Спр | Пр | МС | Ест |
| 2011 | Ріднау Валь-Ріданна |     | 8   | 10 |    | 4   |

## Загальний залік в Кубку світу
- 2010—2011 — 52-е місце (89 очок)

## Статистика стрільби
| № п/п | Сезон     | Загальна      | Індивідуальна гонка | Спринт        | Гонка переслідування | Мас-старт     | Естафета   |
| ----- | --------- | ------------- | ------------------- | ------------- | -------------------- | ------------- | ---------- |
| 1     | 2010-2011 | 88,0% (44/50) | 0,0% (0/0)          | 99,9% (10/10) | 80,0% (16/20)        | 90,0% (18/20) | 0,0% (0/0) |

## Статистика
У таблиці наведено статистику виступів біатлоніста в Кубку світу.
- Місця 1–3: кількість подіумів
- Чільна 10: кількість фінішів у першій десятці
- В очках: кількість виступів, на яких біатлоніст здобував очки
- Старти: кількість стартів
- Естафета: включно зі змішаною

| Місця                              | Індивід. | Спринт | Персьют | Мас-старт | Естафета | Разом |
| ---------------------------------- | -------- | ------ | ------- | --------- | -------- | ----- |
| 1                                  |          |        |         |           |          |       |
| 2                                  |          |        |         |           |          |       |
| 3                                  |          |        |         |           |          |       |
| Чільна 10                          |          | 1      |         |           |          | 1     |
| В очках                            |          |        | 1       | 1         |          | 2     |
| Стартів                            |          | 1      | 1       | 1         |          | 3     |
| Станом на: кінець сезону 2010/2011 |          |        |         |           |          |       |

## Виноски
1. ↑  У дужках наведена кількість влучних пострілів та загальна кількість пострілів. У статистиці стрільби рахуються постріли, які здійснив біатлоніст на етапах кубка світу та чемпіонаті світу